# ديفيد باين (سياسي)
ديفيد باين هو سياسي كندي، ولد في 12 يناير 1944 في ميدلزبرة في المملكة المتحدة. حزبياً، نشط في الحزب الكيبيكي. وقد انتخب عضو الجمعية الوطنية في كيبك ‏.